# Жак Битев
Жак Битев Гатеньо (на ладино: Jacques Biteff) е български писател, преводач и литературен критик.

## Биография
Роден е в 1914 година в град Неврокоп, България. В 1934 година завършва гимназия в София и от 1936 година учи медицина в Париж. В 1938 година прекъсва образованието си и заминава за Испания, където тече Гражданската война. Изпраща кореспонденции до вестниците „Литературен глас“, „Гребец“ и други. През 1939 г. се завръща в София, където се занимава с литературна и преводаческа дейност. По време на Втората световна война от 1941 до 1944 г. е интерниран в лагерите за евреи в Новоселци, Железарци, Ботевград и Ловешко.
След Деветосептемврийския преврат основава и редактира вестник „Свободна трибуна“ в Неврокоп и пише в софийските литературни издания. От 1953 година работи като редактор в Издателството на Отечествения фронт, от 1958 година в издателство „Народна култура“ и от 1961 година в списание „Славяни“. Членува в Съюза на българските писатели.

## Творчество
Битев пише стихове и литературно-критически статии и превежда поезия и проза от испански и френски език. Пише във вестниците „Валог“, „Кадима“, „Светлоструй“, „Младо село“, „Гребец“, „Литературен преглед“, „София“, „Литературен час“, „Еврейска реч“, „Литературен живот“, „Мисъл и воля“, „Литературен ек“, „Литературни новини“ във Варна и други. В 1940 година издава стихосбирката „Животът ни е ясен“, а в 1941 година „Сърцето на Испания. Литературно-критически портрети“. В1941 година превежда „Басни“ на Езоп, в 1948 година „Храбрият партизанин“ на С. Арконада, в 1964 година „Без небе. Разкази от Латинска Америка“. В 1967 година превежда заедно с Атанас Душков сборника със стихове на кубински поети „Родина или смърт“. В 2002 година публикува сборника „Имена на XX век“.